# Guy Beck
Pour les articles homonymes, voir Beck.
Guy Beck est un homme politique français, né le 9 juin 1912 à Guéret (Creuse) et mort le 31 décembre 2005 à Paris 5e. Il est inhumé au cimetière de Guéret.

## Parcours professionnel
- Secrétaire général de la préfecture de la Creuse (1944)
- Sous-préfet d'Aubusson (1944)
- Secrétaire général de la Haute-Vienne (1945)
- Chef de la section économique des départements d'outre-mer (1952)
- Secrétaire général de la Somme (1953)
- Secrétaire général hors classe de la Martinique (1955)
- Sous-préfet hors classe de Provins (1961)
- Chargé de mission auprès du ministre d'État chargé de la Réforme administrative (1967)

## Mandats électifs

### Parlementaire
- Député de la Creuse (1973-1978)
- Vice-président de l'Assemblée nationale (1976-1977)

### Mandats locaux
- Conseiller général de la Creuse (1970-1982)
- Vice-président du conseil général de la Creuse (1976-1979)
- Maire de Guéret (1977-1978)

## Fonctions diverses
- Chef de la mission diplomatique d'aide et de coopération de la République française auprès de la République du Cameroun (1993)

## Décorations
- Commandeur de la Légion d'honneur
- Grand officier de l'ordre national du Mérite
- Croix de guerre 1939-1945, palme de bronze
- Médaille de la Résistance française
- Médaille des évadés
- Officier de l'ordre des Palmes académiques
- Officier de l'ordre de la Valeur (Cameroun)
- Commandeur de l'ordre du Nichan-el-Anouar